# DaCosta
Osvaldo DaCosta, mais conhecido apenas como DaCosta, é um cartunista e professor brasileiro. Começou a participar de salões de humor em 1980 e já foi premiado em vários concursos no Brasil e no exterior, tais como Salão Internacional de Humor de Piracicaba, Festival Internacional de Humor Gráfico das Cataratas do Iguaçu, Salão Carioca de Humor, PortoCartoon World Festival, entre outros.
DaCosta já teve seus trabalhos publicados em jornais como O Pasquim, O Estado de S. Paulo, Jornal da Tarde, Folha de S.Paulo e A Tribuna, além de ter trabalhado em diversas revistas da editora Abril. Morador de Santos, é ainda professor na Universidade Santa Cecília (UniSanta).
Em 2015, DaCosta lançou o livro O Berro da Ovelha Negra, que teve por base sua Dissertação de Mestrado em Comunicação defendida na Universidade Municipal de São Caetano do Sul. O livro conta a história do jornal Ovelha Negra, publicado em São Paulo na metade da década de 1970 em resistência à ditadura militar brasileira tendo como foco principal o desenho de humor, uma inovação para o período.
Em 2015, DaCosta ganhou o Prêmio Angelo Agostini de melhor cartunista. Em 2020, ganhou o Prêmio Vladimir Herzog na categoria "Prêmio Destaque Vladimir Herzog Continuado" ao lado de outros 109 cartunistas que participaram do movimento "Charge Continuada", que consistiu na recriação por centenas de artistas de uma charge de Renato Aroeira que fora alvo de um pedido de investigação pelo governo brasileiro por associar o presidente Jair Bolsonaro com o nazismo.